# T-X
T-X (Ти-Экс — от англ. Terminator X, в русском — Тэ-Икс), терминатор (terminator) — вымышленный персонаж — робот из фильма «Терминатор 3: Восстание машин». Главный антагонист фильма.

## Название и пол
Ти-Экс стала первым киборгом в видео-франшизе, имевшим женский пол. В английском языке её тип получил название "terminatrix" посредством замены мужского суффикса "-tor" на женский суффикс -trix, уходящий корнями к древнегреческому -τρις  и имеющий в русском языке аналог "-трис" с женским окончанием "-а", что даёт наиболее близкий перевод на русский как "терминатриса". Таким образом, "terminatrix" является женским аналогом термина "terminator", что, однако, не было осмыслено переводчиками после выхода третьей части фильма "Терминатор" и привело к ошибочному отождествлению понятий "T-X" и "terminatrix". Тем не менее, во франшизе типологическую характеристику "terminatrix" носят все киборги, имеющие женскую внешность как основную, даже те, которые временно копируют мужских персонажей. В фандом-сообществе франшизы определение данного термина дословно звучит как "Терминатор либо инфильтратор, имеющий женскую внешность" или "терминатор женского пола". Также приводится список терминатрис, что не оставляет никаких вариантов для других трактовок данного термина. Помимо Ти-Экс терминатрисами также являются три женских персонажа из сериала "Терминатор. Хроники Сары Коннор":
- Камерон Филиппс, которую сыграла Саммер Глау (1, 2 сезон),
- Катерин Уивер ("ткачиха") в исполнении Ширли Менсон (2 сезон)
- и Роузи (6-я серия второго сезона, играет Бонни Морган),

а также ещё не менее четырёх терминатрис из неканонических линий, представленных в комиксах и играх. Таким образом, к категории терминатрис относится минимум 8 персонажей, что делает совершенно некорректным уравнивание термина "Terminatrix" с моделью "Ти-Экс".

## Технические характеристики
«Терминатор терминаторов», как назвал её Джон Коннор, — новейшая модель, сочетающая в себе традиционную конструкцию T-800 (жёсткий металлический скелет) и более поздние разработки: вместо биологической оболочки — изменяющий форму «жидкий металл», из которого выполнен робот модели T-1000 (мимикрирующий полисплав). Возможно, эта модель — не просто конструктивный компромисс между T-800 и T-1000, а другое развитие модельной линейки роботов из альтернативного будущего, возникшего после уничтожения материалов и технических наработок «Кибердайн Системс» в фильме «Терминатор 2: Судный день»..
В фильме внешне терминатриса Ти-Экс имеет вид женщины, может менять свою внешность в известных пределах (из-за жёсткого скелета — только гуманоидные формы). По сравнению с T-1000 более уязвима, но при этом не подвержена баллистическому шоку, то есть ни на мгновение не выходит из строя при попадании пуль. Снабжена встроенным вооружением (плазмоизлучатель, огнемёт и др.), набором инструментов (дрель, циркулярная пила). Также в её арсенал входят нанотехнологические транжекторы, с помощью которых она способна перепрограммировать и дистанционно управлять большим количеством других механизмов и техники (удалось частично перепрограммировать даже T-850), способна определять химический состав веществ и проводить анализ ДНК с помощью датчиков в ротовой полости и т.д. Плазменное ружьё имеет сменные блоки, так что его можно «заряжать».
Когда плазменное оружие было повреждено, T-X выбрала огнемёт как альтернативу. Части скелета соединены не намертво — когда ноги оказались придавлены упавшим вертолётом, робот отделил нижнюю часть скелета. При падении вертолёта также оказалась повреждена часть нанороботов, и оставшихся не хватило на воссоздание человеческого облика. Затем T-850 взорвал свой топливный элемент, и взрыв уничтожил обоих роботов.
В фильме появился лишь один образец этой модели. В других фильмах эта модель не фигурирует.

## Съёмки
- С помощью компьютерной графики были сделаны все кадры, где обнажается металлический скелет.
- Чтобы придать героине более футуристический и зловещий вид, чёрный металлический скелет сделали хромированным.
- Моменты превращения руки в оружие всегда воспроизводились с помощью компьютерной графики после отработки на трёхмерных моделях. В дальнейшем судьба правой руки терминатрисы Ти-Экс решалась по-разному. В ряде планов оружие пририсовывалось на компьютере. Для других кадров Кристанне Локен приделывали фальшивую руку с очередной «убойной» насадкой. Актриса при этом надевала специальную одежду, которая удерживала её настоящую руку за спиной. Иногда насадки пристегивались к руке Кристанны, но эти кадры приходилось подчищать на компьютере, так как человеческая рука шире встроенных в неё механизмов.
- Для эпизода, в котором T-X протягивает руку через спинку переднего сиденья и тело водителя и завладевает рулём, было снято около восьми последовательных фрагментов с Марком Фамилиетти, который просовывал руку через дыру в голубом экране. Постепенно на руку наливали всё больше и больше искусственной крови. Актёра, игравшего полицейского водителя, снимали отдельно, и при компьютерном монтаже изображения совместили, а на грудь водителю добавили ещё немного крови. Сотрудники ILM признаются, что снять эти восемь фрагментов было легче, чем рисовать цифровую руку, и к тому же это обошлось дешевле.
- На работу над эпизодом, где T-X «прикипает» к магнитному полю, ушло полгода. Программисты высчитывали плотность, вес, форму и массу растекающегося металла, а также определяли траекторию его движения при таких условиях. После этого цифровая симуляция жидкого металла заполняла выстроенный на опорных точках силуэт актрисы.

## Список успешных ликвидаций
- Хосе Баррера
- Роберт Брустер
- Элизабет Эндерсон
- Уильям Эндерсон
- Скотт Майсон (жених Кейт Брустер)

## В играх
- В игре Terminator 3: The Redemption[англ.] T-X выступает в качестве противника.